# Logania minor
Logania minor är en tvåhjärtbladig växtart som först beskrevs av John McConnell Black, och fick sitt nu gällande namn av B.J. Conn. Logania minor ingår i släktet Logania och familjen Loganiaceae. Inga underarter finns listade i Catalogue of Life.